# David Scott (astronaut)

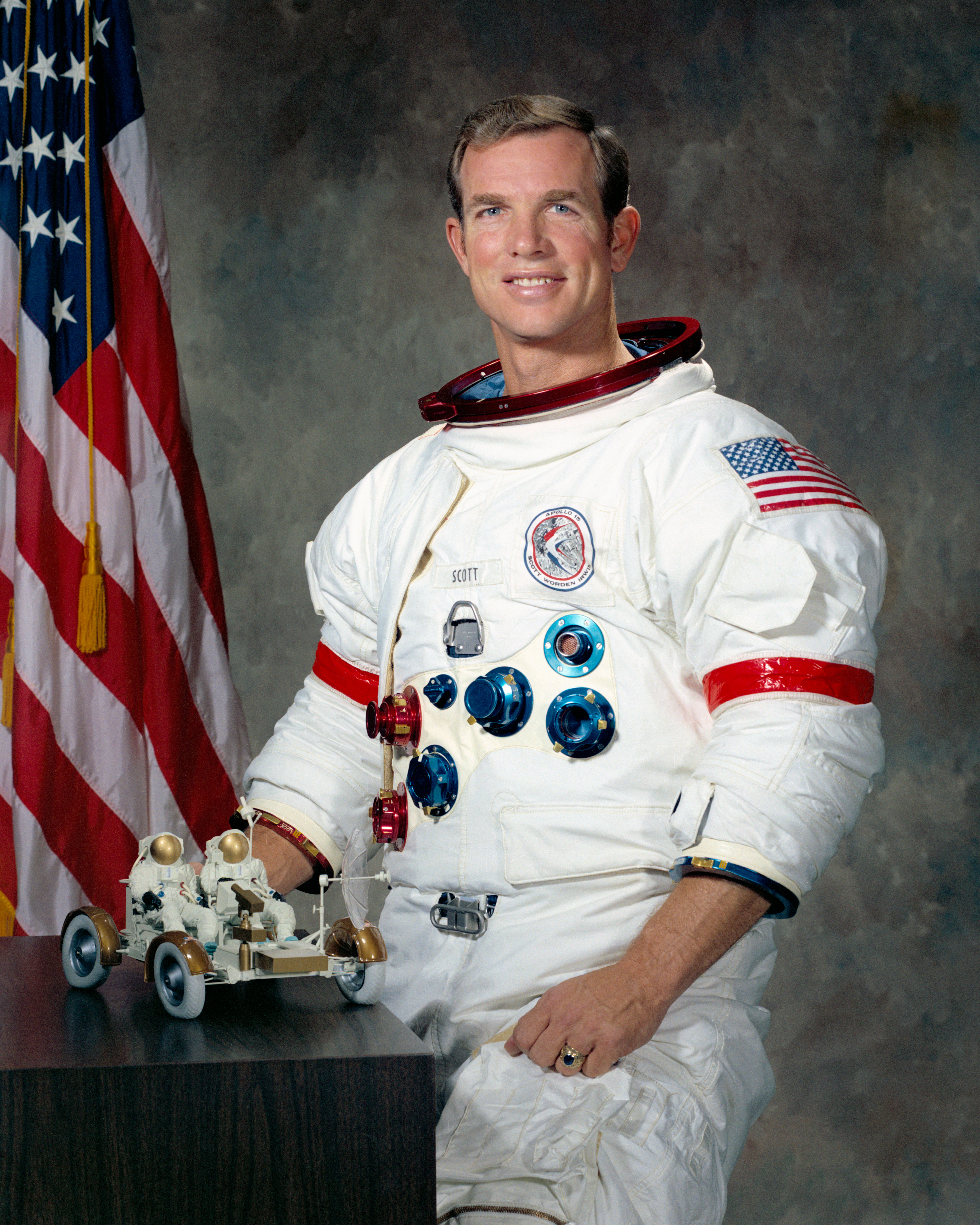
David Scott

David Randolph Scott (San Antonio (Texas), 6 juni 1932) is een voormalig Amerikaans astronaut. 
Scott maakte zijn eerste ruimtevlucht als pilot van de Gemini 8-missie samen met Neil Armstrong in maart 1966. Deze vlucht duurde slechts 11 uur. Tijdens de missie van Apollo 9 in maart 1969 verbleef Scott tien dagen in de ruimte als Command Module Pilot, samen met Commandant James McDivitt en Lunar Module Pilot Rusty Schweickart. Tijdens deze missie was Scott de laatste Amerikaan die solo in een baan om de Aarde draaide. 
Scott maakte zijn laatste ruimtevlucht als commandant van de Apollo 15 missie (26 juli – 7 augustus 1971). Tijdens deze missie was hij de zevende van de eerste twaalf mensen die op de maan hebben gelopen.

## Trivia
David Scott was in de jaren vijftig en zestig van de twintigste eeuw als straaljagerpiloot gestationeerd in Camp New Amsterdam, het Amerikaanse deel  van vliegbasis Soesterberg. Van december 1958 tot juni 1961 woonde hij in een appartement in De Bilt. In 2016 is een gedenkbord bevestigd op de kopse kant van het flatgebouw waar hij tweeënhalf  jaar woonde.